# Críquet
El críquet (del inglés cricket) es un deporte de bate y pelota, en el que se enfrentan dos equipos de once jugadores cada uno. Se juega en un campo de hierba, más o menos ovalado (elíptico). En el centro del campo hay un terreno rectangular al que se le conoce con el nombre de pitch.
Originado en su forma organizada en Inglaterra, el críquet es popular principalmente en los países de la Mancomunidad Británica de Naciones. En los países del subcontinente indio es el deporte de masas.

## Historia del críquet
El críquet es uno de los muchos juegos en la esfera de la "pelota de palo" que básicamente implican golpear una pelota con un implemento de mano; otros incluyen el béisbol (que comparte muchas similitudes con el crícket, ambos pertenecientes a la más específica categoría de juegos del palo-y-pelota), golf, hockey, tenis, squash, bádminton y tenis de mesa. En el caso del críquet, una diferencia clave es la existencia de una estructura de objetivo sólida, el wicket (originalmente, se cree, una "puerta de wicket" a través de la cual se pastoreaban las ovejas), que el bateador debe defender. El historiador del críquet Harry Altham identificó tres "grupos" de juegos de "pelota de palo": el "grupo de hockey", en el que la pelota se mueve de un lado a otro entre dos objetivos (los goles); el "grupo de golf", en el que la bola es impulsada hacia un objetivo indefenso (el hoyo); y el "grupo de críquet", en el que "la pelota se dirige a una marca (el portillo) y se aleja de ella".
En general, se cree que el críquet se originó como un juego de niños en los condados del sureste de Inglaterra, en algún momento durante el período medieval. También se tienen datos de un deporte similar, llamado creag, que practicaba el príncipe Edward de Nawenden en 1300. Aunque hay afirmaciones de fechas anteriores, la referencia definitiva más temprana al críquet que se juega proviene de la evidencia presentada en un caso judicial en Guildford el lunes 17 de enero de 1597 (calendario juliano; equivalente al 30 de enero de 1598 en el calendario gregoriano). El caso se refería a la propiedad de una determinada parcela de tierra y el tribunal escuchó el testimonio de un forense de 59 años, John Derrick, quien dio testimonio de que:
"Siendo un estudiante en la escuela libre de Guldeford hee y varios de sus compañeros corrió y jugó allí en Creckett y otros juegos."
Dada la edad de Derrick, fue aproximadamente medio siglo antes cuando estaba en la escuela, por lo que es seguro que se jugaba al críquet c. 1550 por niños en Surrey. La opinión de que originalmente era un juego de niños se ve reforzada por el diccionario inglés-francés de 1611 de Randle Cotgrave en el que definió el sustantivo "crosse" como "el bastón torcido con el que los niños juegan al cricket" y la forma verbal "crosser", "como para jugar al cricket".
Un posible origen para el nombre del deporte es la palabra en inglés antiguo "cryce" (o "cricc") que significa muleta o bastón. En el Diccionario de Samuel Johnson, derivó el cricket de "cryce, Saxon, un palo". En francés antiguo, la palabra "críquet" parece haber significado una especie de garrote o palo. Dadas las fuertes conexiones comerciales medievales entre el sureste de Inglaterra y el condado de Flandes, cuando este último pertenecía al ducado de Borgoña (en uso en Flandes en ese momento) "krick" (-e), que significa un palo (ladrón). Otra posible fuente es la palabra en neerlandés medio "krickstoel", lo que significa un taburete bajo utilizado durante mucho tiempo para arrodillarse en la iglesia y que se parecía a la larga baja portillo con dos muñones utilizados en el críquet temprano. Según Heiner Gillmeister, un experto en idiomas europeos de la Universidad de Bonn, "cricket" se deriva de la frase en neerlandés medio para hockey, met de (krik ket) sen (es decir, "con la persecución del palo"). Gillmeister ha sugerido que no solo el nombre, sino también el deporte en sí puede ser de origen flamenco.
Otra frecuente reivindicación ha sido la influencia flamenca. Paul Campbell, profesor del Departamento de Inglés y Teatro de la Australian National University de Canberra, descubrió un poema que data de 1533, atribuido a John Skelton, un conocido poeta y dramaturgo de la época, que es la primera referencia conocida al juego del críquet. En él, Skelton se refiere a los flamencos como los reyes de los crekettes, los palos curvados que utilizaban los pastores y utilizaban los tejedores para golpear una bola.
Por 1550 ya se jugaba en algunas escuelas y más tarde, en el siglo XVII, el críquet se expandió por el sur de Inglaterra en donde se jugaban partidos organizados con 11 jugadores por lado. A fines del siglo XVIII ya era el deporte nacional del país. Con la creación del Marylebone Cricket Club (MCC) se fijaron las reglas y se supervisó el juego hasta 1959. Más tarde se hicieron algunos cambios y se realizó la primera Copa del Mundo en 1975. Hoy es un juego con popularidad en los países que lo han adoptado.

### Críquet inglés en los siglosXVIIIyXIX
El juego experimentó un gran desarrollo en el siglo XVIII para convertirse en el deporte nacional de Inglaterra. Su éxito fue respaldado por las necesidades gemelas del patrocinio y las apuestas. El críquet era prominente en Londres ya en 1707 y, a mediados de siglo, grandes multitudes acudían en masa a los partidos en el Artillery Ground en Finsbury. La forma de ventanilla única del deporte atrajo grandes multitudes y apuestas para igualar, su popularidad alcanzó su punto máximo en la temporada de 1748. Las pelotas experimentaron una evolución alrededor de 1760 cuando los jugadores de pelota comenzaron a lanzar la pelota en lugar de rodarla o rozarla hacia el bateador. Esto provocó una revolución en el diseño del bate porque, para lidiar con la pelota que rebota, era necesario introducir el moderno bate recto en lugar de la antigua forma de "palo de hockey".
El Hambledon Club se fundó en la década de 1760 y, durante los siguientes veinte años hasta la formación de Marylebone Cricket Club (MCC) y la apertura de Lord's Old Ground en 1787, Hambledon fue tanto el club más grande del juego como su punto focal. MCC se convirtió rápidamente en el club principal del deporte y el custodio de las Leyes del Críquet. Las nuevas leyes introducidas en la última parte del siglo XVIII incluían el portillo de tres tocones y la pierna antes del portillo (lbw).
La sierra del siglo 19 en las axilas de pelotas superado por primera roundarm y luego pelotas sobrebrazo. Ambos desarrollos fueron controvertidos. La organización del juego a nivel de condado llevó a la creación de los clubes del condado, comenzando con Sussex en 1839. En diciembre de 1889, los ocho clubes principales del condado formaron el Campeonato del condado oficial, que comenzó en 1890.
El jugador más famoso del siglo XIX fue W.G. Grace, quien inició su larga e influyente carrera en 1865. Fue especialmente durante la carrera de Grace cuando la distinción entre aficionados y profesionales se volvió borrosa por la existencia de jugadores como él que eran nominalmente aficionados pero, en términos de su beneficio económico, profesional de facto. Se decía que el propio Grace había recibido más dinero por jugar al cricket que cualquier otro profesional.
Las dos últimas décadas antes de la Primera Guerra Mundial se han denominado la "Edad de Oro del críquet". Es un nombre nostálgico impulsado por el sentido colectivo de pérdida resultante de la guerra, pero el período produjo algunos grandes jugadores y partidos memorables, especialmente a medida que se desarrolló la competencia organizada a nivel de condado y prueba.

## Dinámica de juego

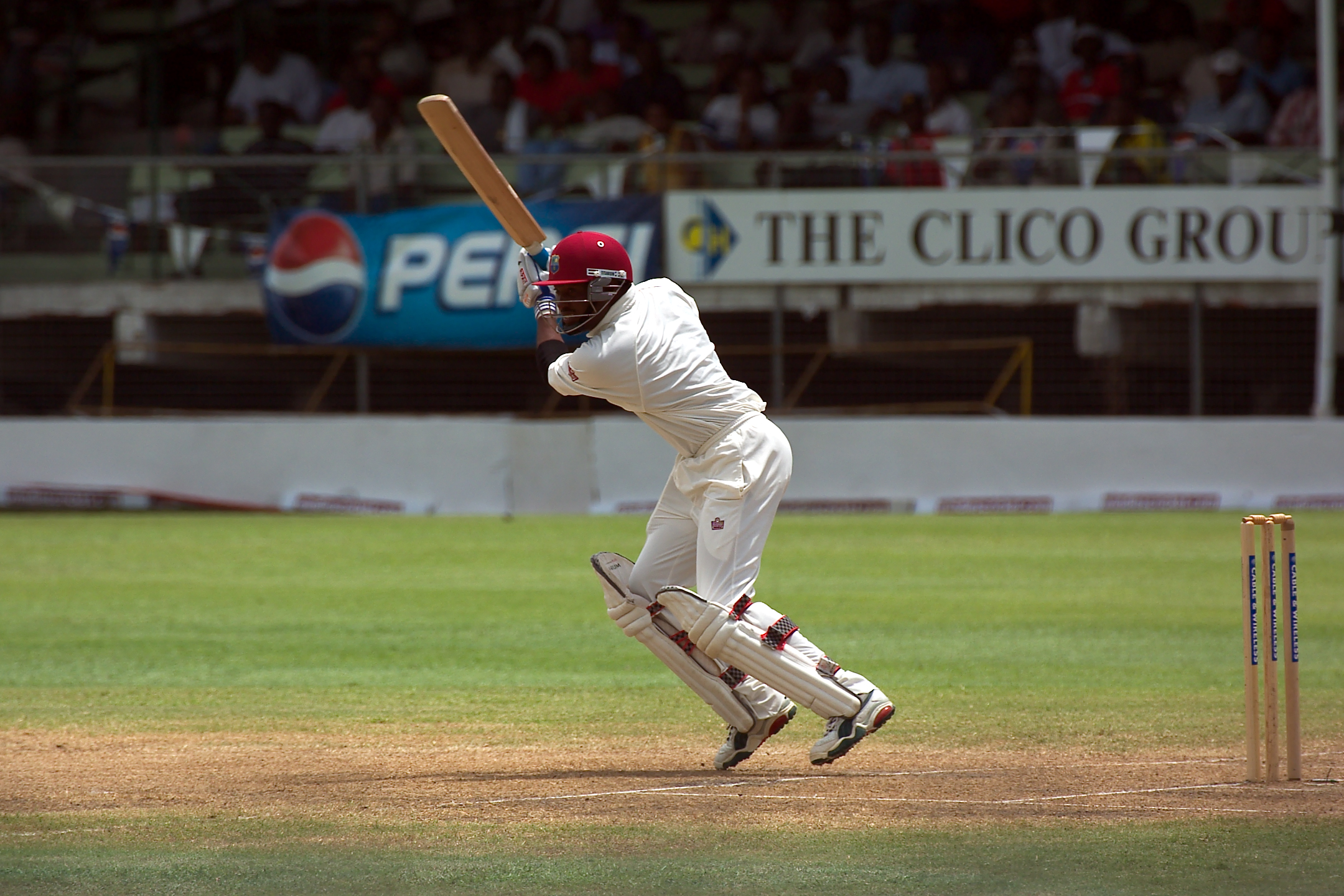
El bateador trinitense Brian Lara, de la selección de Indias Occidentales en un partido contra la selección de India (2002).

El equipo bateador es el que anota las carreras. Los bateadores juegan en parejas, uno a un extremo de la cancha de cricket (pitch) desde donde se batea (striker end) y el otro desde donde se lanza la pelota (non-striker end). El bateador que se encuentra en ese momento en el striker end debe batear la pelota lo más lejos posible para que le dé tiempo a ambos jugadores correr al otro extremo, antes de que la pelota sea devuelta a cualquiera de los extremos. El acto de llegar ambos bateadores al otro extremo, produce una carrera. Si la pelota es bateada lo suficientemente lejos, se pueden anotar más carreras yendo y viniendo al otro extremo hasta que la pelota vuelve. El bateador que termina en el striker end es el que se enfrenta a la siguiente pelota.
El equipo que lanza, intenta, no solo restringir el número de carreras, sino también, eliminar a los bateadores del equipo contrario. La pelota es lanzada desde el non-striker end por el lanzador, que intentará darle al wicket, defendido por el bateador, compuesto por tres palos verticales (los stumps) sobre los cuales se colocan dos palitos travesaños (los bails). Tanto si el bateador le da a la pelota, como si no, la pelota es recogida por un defensa (fielder) y devuelta al lanzador. Un conjunto de seis lanzamientos constituye un over. Una vez que un lanzador acaba un over, otro lanzador coge el relevo y lanza otro over desde el otro extremo de la cancha; los bateadores permanecen en el lado en que quedaron. Cada vez que un bateador es eliminado (out), un nuevo bateador entra a formar pareja con el bateador que no ha sido eliminado.
La entrada finaliza cuando se llega al número máximo de lanzamientos legales, o si no es posible formar otra pareja (normalmente cuando se eliminan diez bateadores de los once). Uno de los bateadores queda no eliminado (not out). Una vez acabada la entrada, los papeles se cambian y el equipo que boleaba pasa a ser el bateador. Después de que el equipo con menos puntos completa todas sus entradas, ese equipo pierde.

## Formas de hacerout

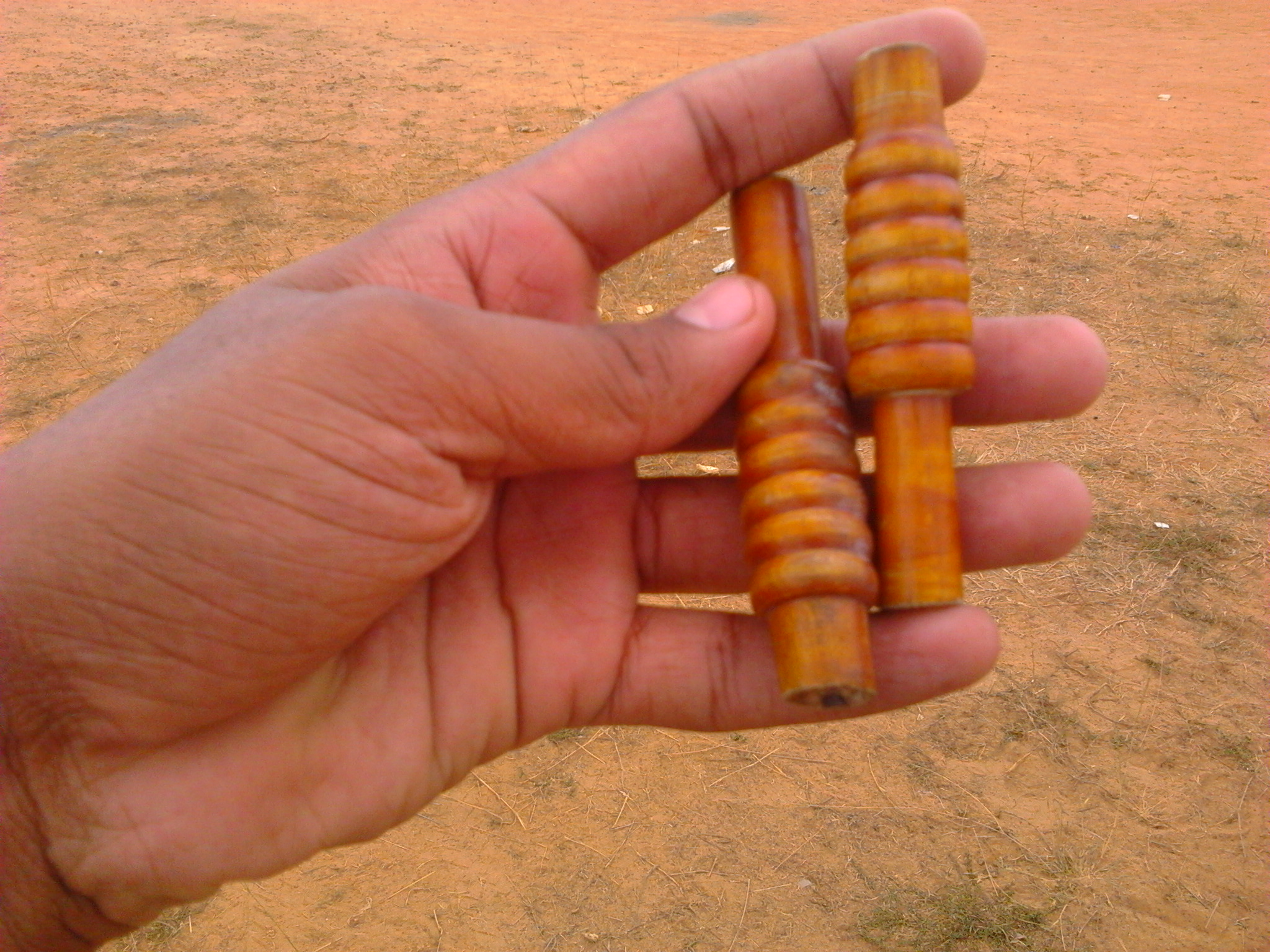
Los bails que se colocan encima de los tres stumps

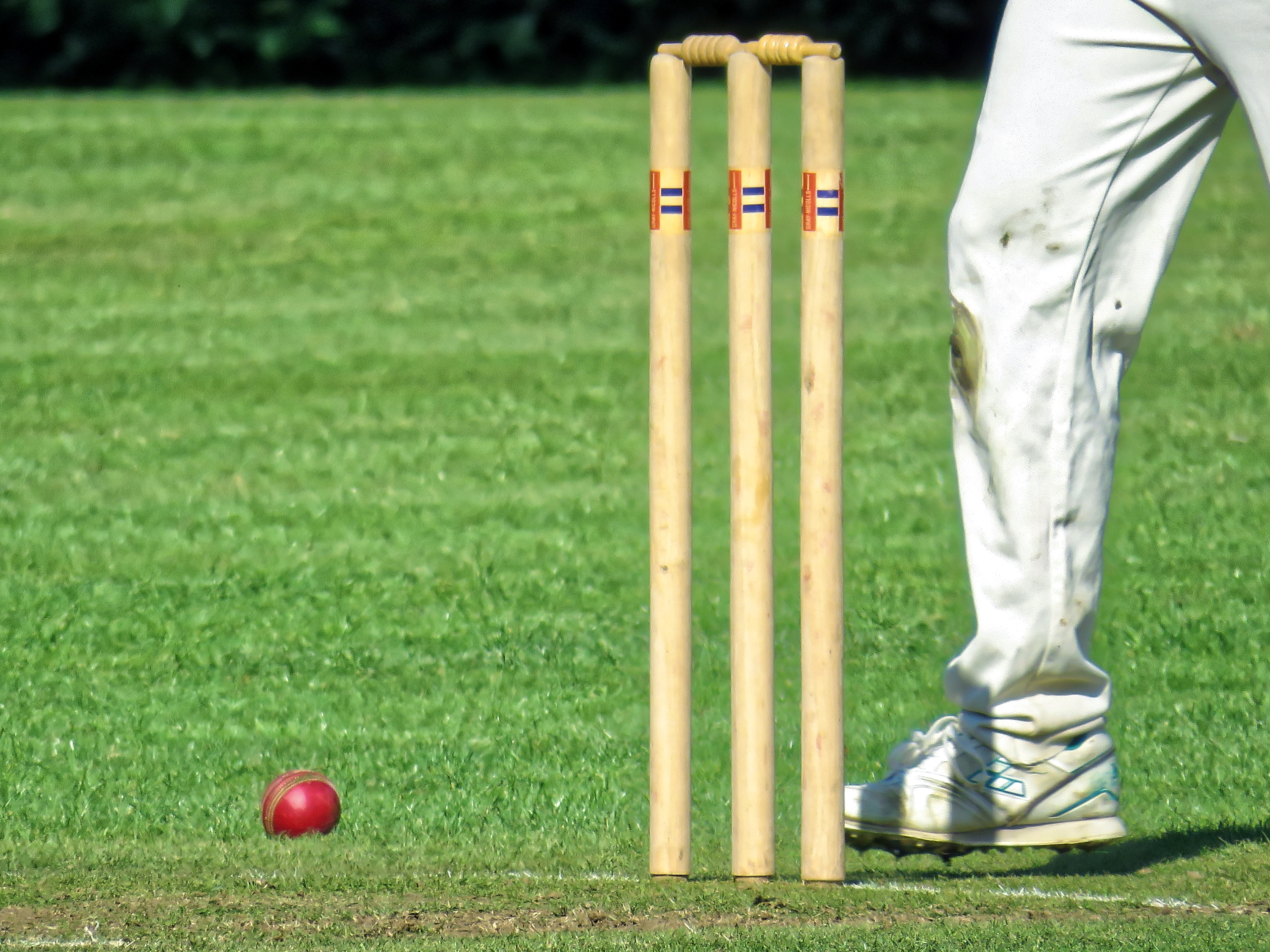
El wicket y la pelota. Usualmente hay un receptor detrás del wicket para capturar la pelota.

1. Derribando con la pelota cualquiera de los dos travesaños (los bails) colocados sobre los tres palos (los stumps) situados a su vez detrás del bateador. Suele bastar con golpear los palos para que caigan los travesaños.
2. Tomando la pelota antes de que caiga al suelo una vez haya sido bateada por el bateador.
  - Es necesario estar en el campo y no tocar al borde del campo cuando se capture la pelota.[22]
3. Derribando con la pelota los palos, y por tanto los travesaños, cuando el bateador está en plena carrera y la pelota ha sido recogida por un jugador de campo. Este modo se denomina run out.
4. Relacionado al run out: Si al batear no ha mantenido al menos un pie en su base (zona segura, que está detrás de la crease de bateo) y al fallar el golpe el jugador del equipo contrario normalmente situado tras el bateador (wicket-keeper), recoge la pelota y derriba los palos. Este modo se denomina stumped.
5. Si el bateador sitúa su cuerpo entre la pelota y los palos, impidiendo que estos sean derribados por aquella. Esta acción se denomina "leg before wicket" (lbw).

Formas no comunes:
1. Si el bateador pierde el equilibrio y tropieza con su wicket (hit wicket).
2. Si el bateador utiliza las manos para tocar la pelota a propósito y sin el permiso de la oposición (handling the ball).
3. Si el nuevo bateador tarda más de tres minutos en estar listo a recibir su primer lanzamiento, contando desde el momento en que el bateador anterior fue eliminado (timed out).[23]
4. Si el bateador obstruye en la trayectoria de la pelota para no quedar out. ("obstructing the field").
5. Si el bateador golpea la pelota dos veces para conseguir corridas. (Hit the ball twice).

## Tipos de encuentros
Un partido de críquet puede consistir de una o dos entradas por equipo.
Los partidos de una entrada se disputan en un solo día y están limitados a un cierto número de overs. Actualmente los partidos internacionales de un día (One-Day Internationals) están limitados a 50 overs por equipo. Este sistema de partido es el que se emplea para disputar la copa del mundo (Cricket World Cup) y se denomina "One day International" (ODI). Las competiciones domésticas varían entre 40 y 50, mientras que una nueva modalidad de 20 overs está siendo introducida con mucho éxito en competiciones domésticas. Los ODI pueden disputarse con luz artificial y los equipos pueden vestir de colores; la pelota es blanca.
Los partidos de dos entradas se disputan en varios días: tres o cuatro para competiciones de "primera clase" (las ligas nacionales como el County Championship en Inglaterra o el State Championship en Nueva Zelanda) y cinco para un partido internacional (Test Match). Si transcurrido este tiempo no se han completado las cuatro entradas, el partido acaba en empate. Cada día se juegan seis horas repartidas en tres sesiones de dos horas (aproximadamente 30 overs por sesión), con un descanso de 40 minutos para la comida (Lunch) y otro de 20 minutos para la merienda (Tea). Cada equipo juega alternativamente dos entradas, salvo que el equipo que batea en segundo lugar no logre situarse a menos de 200 carreras de su rival (150 en partidos de cuatro días), en cuyo caso, el capitán contrario puede forzar que batee las dos entradas seguidas (follow on). Los equipos visten de blanco, la pelota es de color rojo granate; además, no se disputan bajo luz artificial.
Los países declarados con categoría suficiente para jugar partidos test por la International Cricket Council son: Inglaterra, Australia, Sudáfrica, Nueva Zelanda, Irlanda, Escocia, Antillas (Antigua y Barbuda, Barbados, Dominica, Guyana, Granada, Jamaica, San Cristóbal y Nieves, Santa Lucía, San Vicente y las Granadinas y Trinidad y Tobago), India, Pakistán, Sri Lanka, Bangladés, Afganistán y Zimbabue.
Cabe señalar, que tales encuentros suelen reunir a una gran cantidad de aficionados a este deporte, aproximándose a unas cifras de más de 50.000 espectadores.

## Ropa y equipo

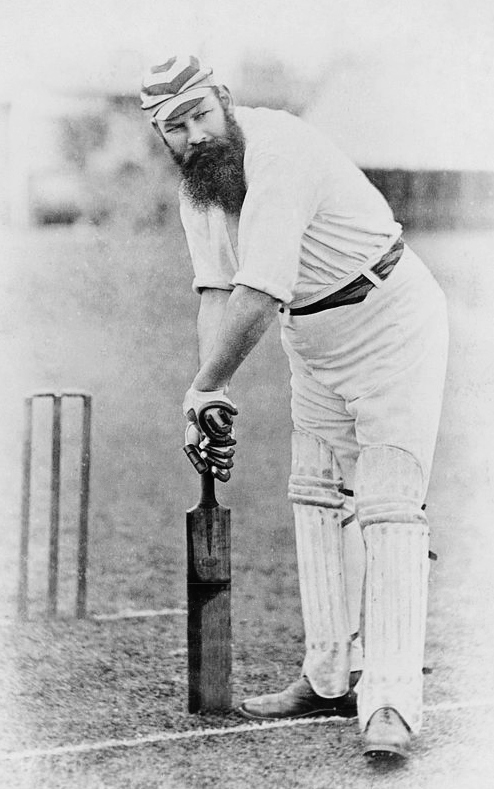
El jugador de críquet inglés WG Grace "en guardia" en 1883. Sus almohadillas y bate son muy similares a los que se usan hoy en día. Los guantes han evolucionado algo. Muchos jugadores modernos usan más equipo defensivo del que tenía disponible Grace, sobre todo cascos y protectores de brazos.

El portero (un fieldeador especializado detrás del bateador) y los bateadores usan equipo de protección debido a la dureza de la pelota, que puede lanzarse a velocidades de más de 145 kilómetros por hora y presenta un importante riesgo para la salud y seguridad. La ropa protectora incluye almohadillas (diseñadas para proteger las rodillas y las espinillas), guantes de bateo o guantes de portero para las manos, un casco de seguridad para la cabeza y una caja para los jugadores masculinos dentro de los pantalones (para proteger la zona de la entrepierna). Algunos bateadores usan acolchado adicional dentro de sus camisas y pantalones, como muslos, brazos, costillas y hombreras. Los únicos fildeadores autorizados a usar equipo de protección son aquellos en posiciones muy cercanas al bateador (es decir, si están al lado o frente a él), pero no pueden usar guantes o protectores externos para las piernas.
Sujeto a ciertas variaciones, la ropa en el campo generalmente incluye una camisa con cuello con mangas cortas o largas; pantalones largos; jersey de lana (si es necesario); gorra de críquet (para el campo) o un casco de seguridad; y zapatos o botas con clavos para aumentar la tracción. El uniforme es tradicionalmente todo blanco y este sigue siendo el caso en el cricket de prueba y de primera clase, pero en críquet de overs limitados, se usan los colores del equipo en su lugar.

## El bate

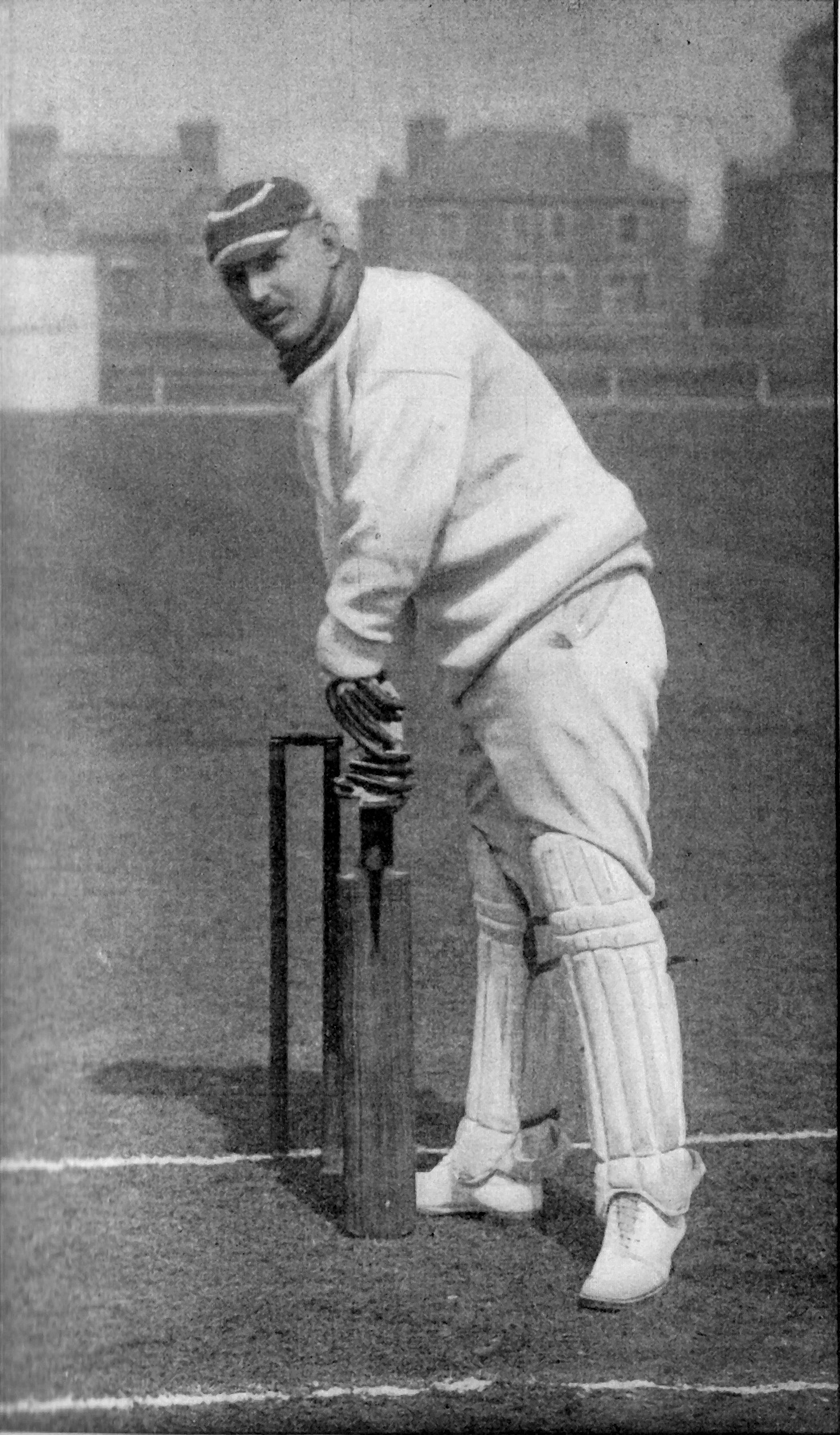
Un jugador sosteniendo el bate para proteger el wicket (c. 1897)

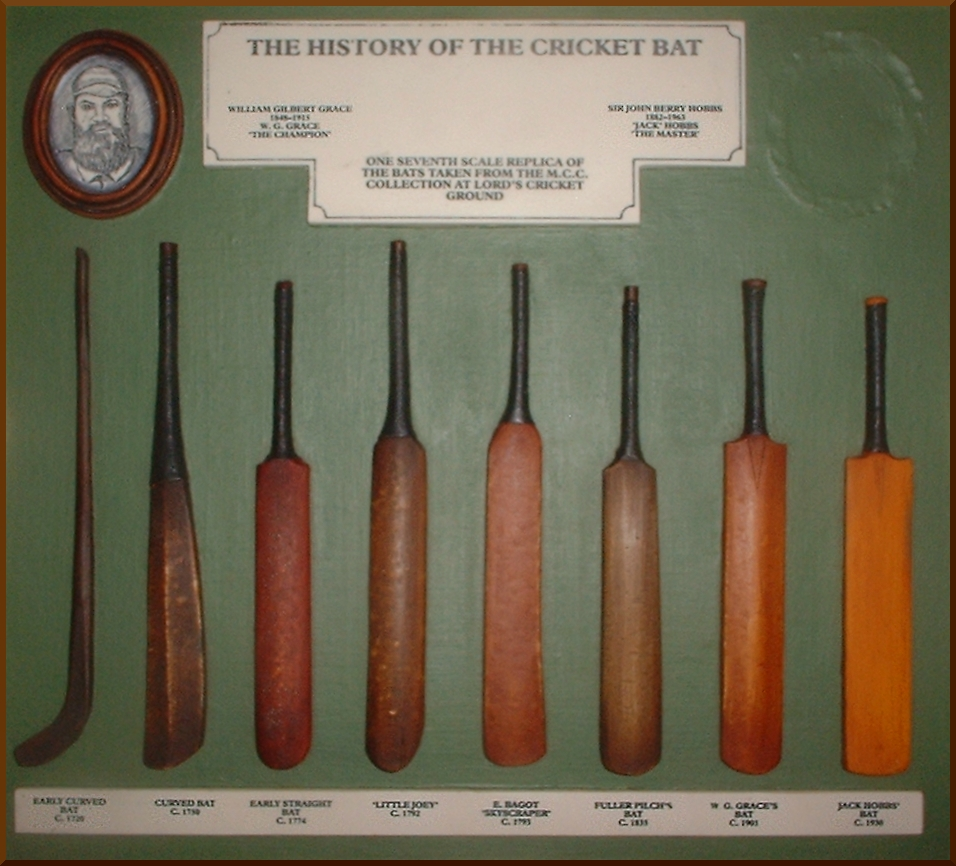
La evolución del bate de críquet (de izquierda a derecha, de c. 1720 a 1938) en el museo del Lord's Cricket Ground.

Típicamente hecho de madera de sauce blanco (Salix alba), según el reglamento, el bate debe estar hecho de madera, salvo su mango, que puede ser de caña y madera. Su longitud no podrá exceder los 965 mm con una anchura máxima de 108 mm. No está estipulado su peso, aunque suele ser de 1,1 a 1,4 kg.

## La pelota

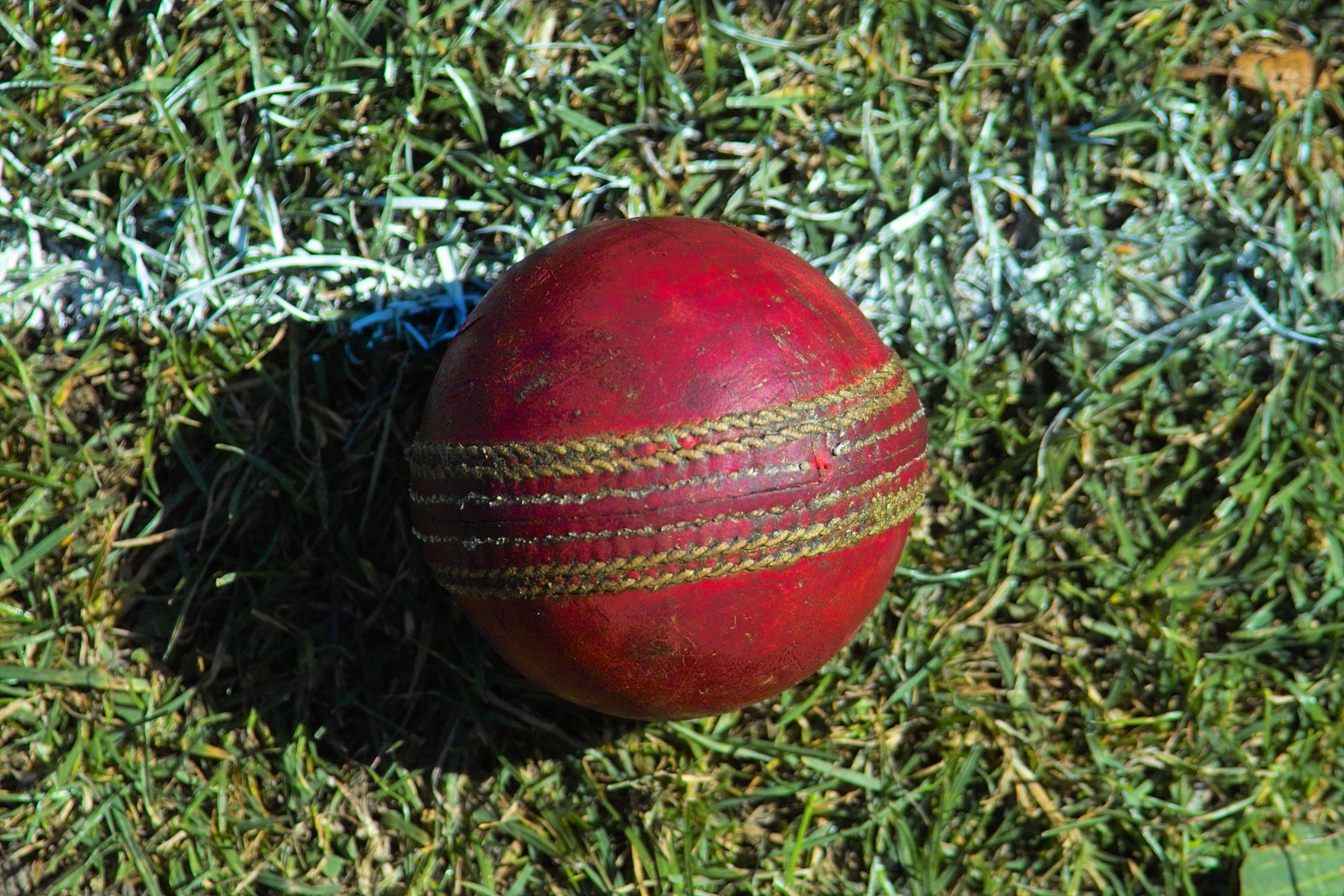
Pelota de críquet gastada

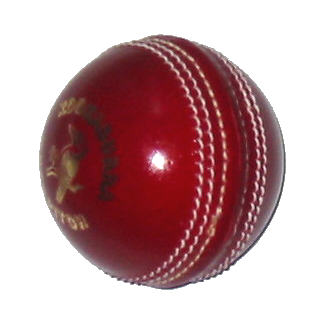
Pelota de críquet nueva.

La pelota de críquet es maciza y de tamaño similar a la de tenis. Posee un núcleo de corcho recubierto por varias capas de cuerda, y sobre estas dos piezas semiesféricas de piel curtida unidas por una tira del mismo material, cosida a ellas a mano. Hay bolas de dos colores, roja y blanca, pero las más utilizadas en los juegos son las rojas.
Esta costura de aproximadamente medio centímetro de grosor sobresale unos milímetros de la superficie esférica, constituyendo una "imperfección" llamada seam en inglés (costura), que es explotada por los boleadores rápidos. Ellos intentan hacer que la pelota bote en ese borde, provocando una desviación de su trayectoria que haga al bateador golpearla con una arista del bate, en lugar de hacerlo con su parte central, mandando así la pelota a las manos de un defensor, y por lo tanto eliminándolo.
Las pelotas de críquet van perdiendo velocidad, dureza y forma con el uso. El equipo del boleador intentara conservar siempre brillante una de sus mitades puliéndola con su ropa y dejando que la otra se desgaste y se ponga rugosa. Esta situación produce un efecto aerodinámico de swing reverso, es decir que un lanzamiento que habría sido out-swing con una pelota nueva, puede convertirse inesperadamente en in-swing con una ya gastada, atrapando al bateador lbw.
Sin embargo, el interferir con la condición de la pelota es considerado juego muy sucio. Los jugadores no pueden utilizar ningún método artificial para acentuar su rugosidad, más que el desgaste natural, ni utilizar productos químicos para mantener pulida y brillante la otra cara, aunque sí está permitido valerse de sustancias naturales como la saliva o el sudor.
La vida útil reglamentaria de la pelota de críquet es de 80 overs, tras los cuales el equipo que se encuentra boleando tiene la opción de pedir una nueva.

## Tipos de boleo
Los boleadores rápidos son capaces de conseguir consistentemente velocidades de lanzamiento de hasta 150 km/h, para lo cual tienen que coger una carrerilla de unos 20 a 30 metros. Las condiciones atmosféricas influyen en el boleo de swing, y a una velocidad un poco menor, de 130 a 140 km/h, en un día despejado, la pelota iría recta. Sin embargo, si el día está nuboso empieza a swing, es decir que describe un arco inesperado que el boleador intenta que vaya hacia el wicket (in-swing) (eliminando así al bateador por lbw al fallar el tiro o boleándolo) o hacia afuera, consiguiendo un efecto parecido al seamer.
Los boleadores lentos (spinners) tienen una acción muy distinta: su carrerilla es de solo 2 o 3 m y lanzan la pelota a una velocidad de entre 80 y 100 km/h. Basan su acción, no en la velocidad, sino en el efecto dado a la pelota, bien con los dedos, bien con la muñeca.

## Copa del Mundo
La Copa Mundial de Críquet es el torneo a nivel selecciones más importante de este deporte. Se disputa cada 4 años desde 1975 y la selección de Australia es la que lo ha ganado más veces, en 1987, 1999, 2003, 2007 y 2015.
La Copa mundial de críquet de 2011 —celebrada entre el 19 de febrero y el 2 de abril de 2011 en India, Sri Lanka y Bangladés— fue ganada por India, que se enfrentó en la final a Sri Lanka por 80 carreras, con un marcador de 274/6 (50 overs) para Sri Lanka y 277/4 (48.2 overs) para India. El partido se jugó en el Estadio Wankhede de Bombay.
En 2003 salió un nuevo formato de partido llamado Twenty20. La primera Copa Mundial de Twenty20 la ganó India.

## Ligas nacionales
Las principales ligas nacionales de primera clase son el County Championship de Inglaterra, el Sheffield Shield de Australia y el Ranji Trophy de la India, que se juegan desde 1890, 1892 y 1934 respectivamente.
Las ligas nacionales de críquet de Lista A de Inglaterra y Australia se comenzaron a disputar en 1963 y 1969 respectivamente. El Deodhar Trophy de la India se comenzó a disputar en 1973.
En la década de 2000 se comenzaron a popularizar las ligas nacionales de críquet en formato reducido a 20 overs (Twenty20). La liga de Inglaterra se juega desde 2003, la Big Bash League de Australia desde 2005, y la Liga Premier de la India desde 2008.